# Station Osiek Staszowski
Station Osiek Staszowski is een spoorwegstation in de Poolse plaats Osiek.